# Media Business Centre
Media Business Centre (MBC) – budynek biurowy znajdujący się przy ulicy Wiertniczej 166 w Warszawie. Dawna siedziba Grupy ITI Holdings w Polsce. 
Stanowi główną siedzibę polskiego oddziału Warner Bros. Discovery.

## Opis
W budynku znajdują się dwa newsroomy. Górny (w skali całego budynku położony na pierwszym piętrze, wyposażony również w antresole) jest miejscem powstawania i nadawania Faktów TVN oraz większości programów TVN24. Dolny (na parterze) służy redakcji TVN24 Biznes i Świat, niekiedy pełni również rolę rezerwowego lub weekendowego studia TVN24 (były nadawane stamtąd sobotnie i niedzielne wydania Magazynu 24 godziny). W budynku powstają również wszystkie serwisy pogodowe TVN Meteo, a także część programów pozostałych kanałów Grupy TVN, m.in. Raport TVN Turbo. 
W bezpośrednim sąsiedztwie MBC znajdują się budynki wzniesione przez spółki Grupy ITI przed wybudowaniem biurowca, m.in. pierwsza siedziba TVN przy ul. Augustówka. 
Ma powierzchnię ok. 31 400 m², posiada siedem kondygnacji nadziemnych i dwie podziemne. Budynek zdobył nagrodę Najbardziej inteligentny budynek roku 2003. 